# Orsatåg
Orsatåg AB war ein von der Gründung am 30. Juni 1998 bis zur Einleitung des Konkursverfahrens am 22. Mai 2003 aktiv bestehendes schwedisches Eisenbahnverkehrsunternehmen. Das Unternehmen hatte seinen Sitz in Orsa. Die Gesellschaft wurde 1998 als Nachfolgebetrieb von Woxna Express AB gegründet.

## Geschichte
Die neue Gesellschaft übernahm von Woxna Express die Diesellok Z67 649 und eine Reihe Güterwagen für den Holztransport aus der Konkursmasse. Orsatåg betrieb den Güterverkehr entlang der Inlandsbahn (hauptsächlich Holz für Sägewerke und Massengüter). Sie bediente die von der Inlandsbahn abgehenden Nebenstrecken sowie die Kalktransporte aus Kallholsfors. Von 1998 bis 2001 fuhr Orsatåg einen Teil der Güterzüge auf der Bahnstrecke Orsa–Bollnäs.
1999 wurde die ehemalige T21 84 von Ekefors Skrot für den Einsatz in Zügen zwischen Märbäck und Voxna angemietet. Die Lok kam im Juli 1999 nach Mora, nachdem sie rot/grau lackiert worden war. Bei der Überführung der Lok nach Orsa erlitt sie am 23. August 1999 einen Getriebeschaden. Die Lok wurde erst 2005 an Qvick Entreprenad, Ljungaverk, abgegeben.
Im Jahr 2000 kaufte die Gesellschaft eine dreiachsige tschechische Diesellokomotive der Baureihe T334 (T334.0 893). Die Lok war ursprünglich für die Holzzüge Märbäck–Vallvik eingesetzt, wo Zuggewichte bis zu 700 Tonnen zu befördern waren. Es zeigten sich bald Probleme, vor allem mit niedrigem Öldruck. Obwohl der Motor komplett überholt wurde, wurde die Lokomotive etwa zum Jahreswechsel 2000/2001 abgestellt. Orsatåg trat vom Kaufvertrag mit der Begründung zurück, dass die Lok nicht der garantierter Leistung entsprach. Als Ersatz wurde die inzwischen TGOJ gehörende T43 223 gestellt. Nach einem Unfall dieser Lok folgte TGOJ T43 242.
Orsatåg AB befördere eigene Züge bis 2001, dann übernahm Inlandsgods AB den Transport. Orsatåg bestand weiter als Unternehmen, bis die Betriebsgenehmigung am 10. Oktober 2002 widerrufen wurde.
Die Z67 649 wurde 2002 an Gävle Järnvägsteknik als Z67 002 verkauft.
falukuriren.se berichtete am 26. Mai 2003, dass Orsatåg AB Insolvenzantrag bei der Strafverfolgungsbehörde gestellt hat, weil das Unternehmen 416.000 SEK Steuerschulden habe. Konkursverwalter Fredrik Sandberg in Mora soll versuchen, die anhängigen Rechtsstreitigkeiten zu beenden. Banverket machte Schulden von 600.000 SEK geltend, da Bollnäsbanan wegen einer Brücke, die wegen unterlassener Wartung zerstört wurde, blockiert sei. Orsatågs Aktivitäten hatten zuletzt nur noch aus der Vermietung von Fahrzeugen an andere Eisenbahngesellschaften bestanden.
Nach dem schwedischen Aktiengesellschaftverzeichnis allabolag ist das Konkursverfahren noch nicht abgeschlossen.